# Cantone di Guano
Il Cantone di Guano è un cantone dell'Ecuador che si trova nella Provincia del Chimborazo.
Il capoluogo del cantone è Guano.